# Aleksandrs Roge
Eduards Aleksandrs Roge (ur. 16 kwietnia 1896 w Rydze, zm. w 1945) – łotewski piłkarz grający na pozycji obrońcy, olimpijczyk. W swojej karierze rozegrał 3 mecze w reprezentacji Łotwy.

## Kariera klubowa
Aleksandrs Roge grał w stołecznych klubach z Rygi, czyli w Jaunekju Kristīgā Savienība i Rīgas Futbola Klubs. Jako zawodnik tego pierwszego wystąpił w pierwszym swoim spotkaniu w drużynie narodowej, natomiast jako piłkarz Rīgas FK rozegrał kolejne dwa mecze.

## Kariera reprezentacyjna
Roge zagrał w pierwszym w historii oficjalnym meczu reprezentacji Łotwy. 24 września 1922 roku w Rydze, Łotwa zremisowała w towarzyskim meczu z drużyną Estonii 1–1. W 1924 roku dostał powołanie do reprezentacji narodowej na Letnie Igrzyska Olimpijskie 1924. Łotysze rozegrali jeden mecz; w pojedynku drugiej rundy (w pierwszej mieli wolny los), reprezentanci tego kraju przegrali z Francuzami 0–7 i odpadli z turnieju. Ostatnim jego meczem w reprezentacji narodowej było spotkanie towarzyskie z Estonią (26 sierpnia 1925). Obie te drużyny ponownie zremisowały, tym razem 2–2. Roge nigdy nie strzelił gola dla swojej reprezentacji.